# Elaine Cassidy
Elaine Cassidy (Kilcoole, County Wicklow, 31 de dezembro de 1979) é uma atriz irlandesa, mais conhecida pela sua participação nos filmes The Others, no papel de Lydia, Disco Pigs, no papel de Runt / Sinead, e Felicia's Journey, no papel de Felicia, para além de ter protagonizado a série Harper's Island, no papel de Abby Mills.
Elaine também participou de um videoclipe de um single da banda britânica Coldplay, The Scientist (2002).

## Filmografia
| Ano  | Título                             | Papel                 | Notas                                    |
| ---- | ---------------------------------- | --------------------- | ---------------------------------------- |
| 1994 | The Stranger Within Me             | Michelle              | Curta-metragem                           |
| 1995 | Mission Top Secret                 | Mary                  | Episódio: "The Crown Jewels Are Missing" |
| 1996 | The Sun, the Moon and the Stars    | Shelley               |                                          |
| 1999 | Felicia's Journey                  | Felicia               |                                          |
| 2001 | The Others                         | Lydia                 |                                          |
| 2001 | Disco Pigs                         | Runt / Sinead         |                                          |
| 2001 | The Lost World                     | Agnes Cluny           | Telefilme                                |
| 2002 | The Bay of Love and Sorrows        | Carrie Matchett       |                                          |
| 2003 | Watermelon                         | Anna Ryan             | Telefilme                                |
| 2005 | Uncle Adolf                        | Geli Raubal           | Telefilme                                |
| 2005 | Fingersmith                        | Maud Lilly            | Mini-série                               |
| 2005 | The Ghost Squad                    | Det. Amy Harris       | Série; 7 episódios                       |
| 2006 | The Truth                          | Candy                 |                                          |
| 2007 | When Did You Last See Your Father? | Sandra                |                                          |
| 2007 | A Room with a View                 | Lucy Honeychurch      | Telefilme                                |
| 2008 | Little White Lie                   | Annie Mulcahy         | Telefilme                                |
| 2009 | Dr Hoo                             | Zara                  | Série                                    |
| 2009 | Harper's Island                    | Abby Mills            | Série; 13 episódios                      |
| 2011 | Just Henry                         | Maureen               | Telefilme                                |
| 2011 | The Miraculous Year                | Brona McKinney        | Telefilme                                |
| 2012 | The Loft                           | Ellie Seacord         |                                          |
| 2012 | The Paradise                       | Katherine Glendenning | Série                                    |

## Teatro
- There Came a Gypsy Riding (2007)
- The Crucible (2006)
- Scenes from the Big Picture (2002)
- The Lieutenant of Inishmore (2002)

## Prêmios
| Ano  | Prêmio                           | Categoria                                                 | Resultado | Papel                                            |
| ---- | -------------------------------- | --------------------------------------------------------- | --------- | ------------------------------------------------ |
| 1996 | Geneva Film Festival             | Most Promising Actress                                    | Venceu    | Shelley in The Sun, the Moon and the Stars       |
| 2000 | Golden Satellite Award           | Best Performance by an Actress in a Motion Picture, Drama | Nomeada   | Felicia in Felicia's Journey                     |
| 2000 | Genie Award                      | Best Performance by an Actress in a Leading Role          | Nomeada   | Felicia in Felicia's Journey                     |
| 2002 | British Independent Film Award   | Best Actress                                              | Nomeada   | Runt in Disco Pigs                               |
| 2003 | Irish Film and Television Awards | Best Actress in a Feature Film                            | Venceu    | Runt in Disco Pigs                               |
| 2005 | Irish Film and Television Awards | Best Actress in Television                                | Nominated | Maud Lilly in Fingersmith                        |
| 2008 | Irish Film and Television Awards | Best Actress in a Supporting Role in a Feature Film       | Nomeada   | Sandra in And When Did You Last See Your Father? |
| 2009 | Irish Film and Television Awards | Best Actress in Television                                | Nomeada   | Annie Mulcahy in Little White Lie                |
| 2010 | Irish Film and Television Awards | Best Actress in Television                                | Venceu    | Abby Mills in Harper's Island                    |
| 2016 | Irish Film and Television Awards | Best Actress in a Lead Role – Drama                       | Nomeada   | Dinah Kowalska in No Offence                     |